# Helen Marnie
Pour les articles homonymes, voir Marnie.
Helen Marnie (née le 21 février 1978 à Glasgow en Écosse), également connue sous le nom de scène Marnie, est une chanteuse britannique, membre du groupe de musique électronique Ladytron dont elle est la principale chanteuse et l'une des claviéristes et compositrices.
Depuis 2012, elle mène en parallèle une carrière solo et a publié deux albums: Crystal World en 2013 et Strange Words and Weird Wars en 2017.

## Biographie
Helen Marnie est née et a grandi à Glasgow en Écosse. Elle étudie le piano classique au Royal Conservatoire of Scotland à Glasgow puis continue ses études en musique à l'université de Liverpool en Angleterre.
C'est à Liverpool qu'elle rencontre en 1999 les musiciens Daniel Hunt (en), Reuben Wu (en) et Mira Aroyo, chanteuse et musicienne d'origine bulgare. Partageant les mêmes goûts musicaux, ils forment le groupe Ladytron.
En 2012, la chanteuse commence une carrière solo sous le nom de Marnie. Elle enregistre un album à Reykjavik en Islande, financé via la plateforme PledgeMusic. Intitulé Crystal World, il sort le 11 juin 2013. Il est coproduit par Daniel Hunt et Barði Jóhannsson.
En 2015, Marnie entreprend une tournée où elle interprète aussi bien des chansons de Ladytron que de son répertoire solo.
Le deuxième album de Marnie, Strange Words and Weird Wars sort le 2 juin 2017. Enregistré à Glasgow, il est produit par Jonny Scott.

## Discographie
avec Ladytron
- 2001 - 604
- 2002 - Light & Magic
- 2005 - Witching Hour
- 2008 - Velocifero
- 2011 - Gravity the Seducer
- 2019 - Ladytron

en solo
- 2013 - Crystal World
- 2017 - Strange Words and Weird Wars